# Тоано
Тоано (итал. Toano) — коммуна в Италии, в провинции Реджо-нель-Эмилия области Эмилия-Романья.
Население составляет 4413 человека (на 2003 г.), плотность населения составляет 66 чел./км². Занимает площадь 67 км². Почтовый индекс — 42010. Телефонный код — 0522.
Покровителем населённого пункта считается священномученик Власий Севастийский (San Biagio). Праздник ежегодно празднуется 3 февраля.